# Ryszard Wiśniewski (sportowiec)
Ryszard Wiśniewski (ur. 24 kwietnia 1933 w Gnieźnie, zm. 17 kwietnia 2023) – polski piłkarz, występujący na pozycji napastnika lub prawego pomocnika, hokeista.

## Życiorys
W barwach piłkarskiej Polonii Bydgoszcz w l. 1954–1956 wystąpił w 55 meczach ówczesnej I ligi, strzelając pięć goli. W latach 1957–1961 reprezentował Pogoń Szczecin. Był jej kapitanem, gdy jesienią 1958 wywalczyła historyczny awans do najwyższej klasy rozgrywkowej. W barwach Pogoni rozegrał 35 spotkań w ówczesnej I lidze. Następnie grał w Czarnych Szczecin.
Był również hokeistą Polonii Bydgoszcz i Sparty Szczecin.
Zmarł 17 kwietnia 2023, pochowany 21 kwietnia 2023 na Cmentarzu Centralnym w Szczecinie.